# Matheuzinho
Matheus França Silva (Londrina, 8 de setembro de 2000), também conhecido como Matheuzinho, é um futebolista brasileiro que atua como lateral-direito. Atualmente, joga pelo Corinthians.

## Carreira

### Londrina
Nascido em Londrina, Paraná, Matheuzinho iniciou sua carreira nas categorias de base do Londrina, onde foi promovido ao time principal em 2018, após se destacar na campanha feita pelo time na Copa São Paulo de Futebol Júnior, quando marcou dois gols e chamou a atenção principalmente pelo perfil ofensivo. Sua posição de origem era de um atacante, mas a ajuda na marcação fez mudar sua posição para a lateral-direita.
Sua estreia profissional aconteceu em 24 de janeiro de 2018, onde entrou como titular em uma vitória em casa por 2–0 sobre o Maringá, pelo Campeonato Paranaense. Devido às suas boas atuações, Matheuzinho chegou a despertar o interesse do Palmeiras e do Flamengo, mas o clube paulista apenas fez uma sondagem, sem apresentar uma proposta oficial. No total pelo Londrina, participou de 20 partidas e não marcou nenhum gol.

### Flamengo

#### 2019
Em 31 de janeiro de 2019, o Flamengo concordou em contratar Matheuzinho do Londrina por uma taxa de 180 mil euros (Equivalente à R$ 1,2 milhões), Londrina manteve 50% de seus direitos. Sendo inicialmente relacionado para a equipe sub-20, devido a concorrência de Pará, Rodinei e Klebinho no profissional, tendo atenção da comissão técnica de Abel Braga.

#### 2020
Titular no Sub-20 nos títulos do Torneio Octávio Pinto Guimarães, do Carioca, do Brasileirão e da Supercopa do Brasil, Matheuzinho disputou 48 partidas, deu dez assistências e fez dois gols. A virada do ano veio com a oportunidade no time alternativo que disputou o início da Taça Guanabara de 2020, com Maurício Souza como treinador. Sua estreia no profissional aconteceu em 18 de janeiro, entrando de titular em um empate por 0 a 0 com o Macaé.
No dia 3 de novembro, após ganhar espaço no elenco profissional do Flamengo com a disputa Campeonato Brasileiro, Matheuzinho renovou seu contrato até outubro de 2025. A multa rescisória para clubes do exterior foi estipulada em 70 milhões de euros (R$ 471 milhões na cotação atual). Em 4 de novembro, teve uma atuação de destaque na vitória por 3–2 sobre o Athletico Paranaense, ao dar duas assistências para o primeiro e o segundo gol, ambos marcados pelo atacante Pedro.

#### 2021
Após boas partidas no Campeonato Carioca, Matheuzinho foi selecionado para o time da competição. O jogador marcou seu primeiro gol pelo Flamengo no dia 8 de novembro, num empate por 2–2 contra a Chapecoense pela 30.ª rodada do Brasileirão. Voltou a balançar as redes no dia 29 de novembro, na vitória por 2–1 sobre o Ceará, pela 36.ª rodada do Campeonato Brasileiro. Matheuzinho terminou o ano com 58 jogos disputados, dois gols marcados e sete assistências distribuídas.

#### 2022
Em 5 de abril, na estreia do rubro-negro na Libertadores, Matheuzinho teve uma boa atuação ao participar dos dois gols na vitória de 2–0 sobre o Sporting Cristal, tendo no primeiro concedido assistência para Bruno Henrique marcar e feito o segundo após receber passe de Lázaro. Em abril, foi selecionado em uma lista feita pelo jorna francês L'Équipe como um dos cinco futebolistas brasileiros que poderiam fazer sucesso na Europa, ficando na quinta posição.

#### 2023
No torneio mais aguardado pelo clube rubro-negro no primeiro semestre, o Flamengo foi eliminado nas semifinais do Mundial de Clubes, após perder por 3–2 para o Al Hilal, da Arábia Saudita. Logo no início da partida, aos quatro minutos, Matheuzinho se atrapalhou e cometeu pênalti no atacante Luciano Vietto, convertido por Salem Al-Dawsari. Em 13 de março, o lateral-direito sofreu uma fratura na tíbia durante a vitória contra o Vasco da Gama, pelo jogo de ida da semifinal do Campeonato Carioca. Matheuzinho teve uma temporada muito sinuosa, sendo utilizado em 26 jogos e muitas vezes como reserva.

### Corinthians
Em 16 de fevereiro de 2024, foi anunciado pelo Corinthians com contrato até 2028. O clube pagou 4 milhões de euros por 60% dos direitos econômicos do atleta. No dia seguinte (17), foi apresentado oficialmente no CT Joaquim Grava. Essa nova etapa em sua carreira fez o atleta trocar o seu nome para o composto Matheus França, indicando mais experiência, pois desejava mostrar um lado mais maduro e de mudança de comportamento. Realizou sua estreia com a camisa do Corinthians no dia 18 de fevereiro, no empate por 2–2 contra o Palmeiras, na Arena Barueri, pelo Campeonato Paulista. Após quatro jogos, voltou a utilizar o nome Matheuzinho, pois não se sentia confortável com a mudança, algo que não fazia sentido, uma espécie de "eu não identificado".
Marcou seu primeiro gol com a camisa do Corinthians em 7 de maio de 2024, na vitória por 2-0 contra o Nacional-PAR, no Estádio Defensores del Chaco, pela Copa Sul-Americana 2024. Em 27 de março de 2025, sagrou-se campeão do Campeonato Paulista 2025 após o empate contra o Palmeiras por 0x0, porém o jogo de ida o Corinthians venceu por 1-0. Em 28 de março de 2025, na premiação do Campeonato Paulista 2025, o lateral levou o prêmio de melhor lateral-direito e fez parte da seleção do campeonato.

## Seleção Brasileira

### Sub-20
Em 1 de novembro de 2018, o lateral-direito foi convocado pelo técnico Carlos Amadeu para a Seleção Brasileira sub-20, que disputou dois amistosos contra o Sub-20 da Colômbia. Os amistosos fizeram parte da preparação para a disputa do Sul-Americano Sub-20 de 2019.

## Estatísticas
Atualizadas até 11 de agosto de 2025.
Clubes
| Equipe            | Temporada         | Campeonato nacional | Campeonato nacional | Campeonato nacional | Copa nacional[a] | Copa nacional[a] | Copa nacional[a] | Competições continentais[b] | Competições continentais[b] | Competições continentais[b] | Outros torneios[c] | Outros torneios[c] | Outros torneios[c] | Total | Total | Total   |
| Equipe            | Temporada         | Jogos               | Gols                | Assist.             | Jogos            | Gols             | Assist.          | Jogos                       | Gols                        | Assist.                     | Jogos              | Gols               | Assist.            | Jogos | Gols  | Assist. |
| ----------------- | ----------------- | ------------------- | ------------------- | ------------------- | ---------------- | ---------------- | ---------------- | --------------------------- | --------------------------- | --------------------------- | ------------------ | ------------------ | ------------------ | ----- | ----- | ------- |
| Londrina          | 2018              | 4                   | 0                   | 0                   | 2                | 0                | 0                | —                           | —                           | —                           | 9                  | 0                  | 0                  | 15    | 0     | 0       |
| Londrina          | 2019              | —                   | —                   | —                   | —                | —                | —                | —                           | —                           | —                           | 5                  | 0                  | 0                  | 5     | 0     | 0       |
| Londrina          | Total             | 4                   | 0                   | 0                   | 2                | 0                | 0                | 0                           | 0                           | 0                           | 14                 | 0                  | 0                  | 20    | 0     | 0       |
| Flamengo          | 2020              | 13                  | 0                   | 1                   | 3                | 0                | 2                | 2                           | 0                           | 2                           | 3                  | 0                  | 1                  | 21    | 0     | 6       |
| Flamengo          | 2021              | 30                  | 2                   | 2                   | 6                | 0                | 1                | 8                           | 0                           | 0                           | 14                 | 0                  | 4                  | 58    | 2     | 7       |
| Flamengo          | 2022              | 28                  | 1                   | 3                   | 3                | 0                | 0                | 5                           | 1                           | 1                           | 11                 | 0                  | 1                  | 47    | 2     | 5       |
| Flamengo          | 2023              | 11                  | 0                   | 0                   | 2                | 0                | 0                | 1                           | 0                           | 0                           | 11                 | 0                  | 3                  | 25    | 0     | 3       |
| Flamengo          | 2024              | —                   | —                   | —                   | —                | —                | —                | —                           | —                           | —                           | 1                  | 0                  | 0                  | 1     | 0     | 0       |
| Flamengo          | Total             | 82                  | 3                   | 6                   | 14               | 0                | 3                | 16                          | 1                           | 3                           | 40                 | 0                  | 9                  | 153   | 4     | 21      |
| Corinthians       | 2024              | 31                  | 1                   | 1                   | 7                | 0                | 0                | 10                          | 1                           | 0                           | 3                  | 0                  | 0                  | 52    | 2     | 1       |
| Corinthians       | 2025              | 15                  | 1                   | 0                   | 3                | 0                | 1                | 8                           | 1                           | 0                           | 10                 | 0                  | 0                  | 36    | 2     | 1       |
| Corinthians       | Total             | 46                  | 2                   | 1                   | 10               | 0                | 1                | 18                          | 2                           | 0                           | 13                 | 0                  | 0                  | 88    | 4     | 2       |
| Total na carreira | Total na carreira | 132                 | 5                   | 7                   | 26               | 0                | 4                | 34                          | 3                           | 3                           | 67                 | 0                  | 9                  | 261   | 8     | 23      |

- a. ^ Jogos da Copa do Brasil
- b. ^ Jogos da Copa Libertadores da América, Copa Sul-Americana e Recopa Sul-Americana
- c. ^ Jogos do Campeonato Paranaense, Campeonato Carioca, Campeonato Paulista e Supercopa do Brasil

## Títulos
Flamengo
- Campeonato Carioca: 2020, 2021 e 2024
- Campeonato Brasileiro: 2020
- Supercopa do Brasil: 2021
- Copa do Brasil: 2022
- Copa Libertadores da América: 2022[33]

Corinthians
- Campeonato Paulista: 2025

### Prêmios individuais
- Seleção do Campeonato Carioca: 2021[34]
- Seleção do Campeonato Paulista: 2025[31]